# Gilson Espíndola
Gilson Espíndola (Aquidauana, 19 de agosto de 1963) é um músico, compositor e cantor brasileiro. Participou da banda BemVirá, com Marcos Mendes e Antonio Porto. Gravou dois discos em carreira solo: Tudo azul e Mosaico. Participou também do projeto Espíndola canta e GerAções. Em 2019 gravou o DVD Gilson Espíndola 40 anos de Anos de Música - Dois Caminhos. O DVD contou com as participações especiais dos amigos-parceiros Celito Espíndola, Alexandre Saad, Paulo Gê e dos filhos Nayara e Rhay Espíndola. A banda composta pelos músicos Otávio Neto, Tom Alves, Adriel Santos, Erik Jadiel, Júnior Mattos, Alvani Calheiros e Renan Nonato.

## Discografia
Discografia de Gilson Espíndola:
- DVD Gilson Espíndola 40 nos de Música - Dois Caminhos (2019)
- GerAções (2006)
- Espíndola canta (LuzAzul, 2003)
- O quê virou — Músicas de Jerry Espíndola e Marcello Pettengill (LuzAzul, 2003)
- Mosaico (2000)
- Tudo Azul (1998)